# Време (новине)
Време је био дневни лист на српском језику покренут 18. децембра 1921. године у Београду. Оснивач је био Коста Луковић, а уредник Бошко Богдановић. Лист је излазио од децембра 1921. године до априла 1941. године у Београду, дневно. „Време” је имало и додатак „Илустровано Време”, „Дечје Време”, „Женски свет”, „Време-Недеља”, „Време-Четвртак” и „Време од недеље до недеље”. Био је то дворски и радикално-режимски лист.

## Историја
Оснивачи "Времена" су припадали групи радикалских политичара. Међу главним уредницима били су Љуба Поповић, Михаило Живанчевић, Станислав Краков. Лист је био дворски и радикално режимски. Иницијативу за његово оснивање дао је Момчилу Нинчићу лично краљ Александар. Његова жеља је била да се оснује лист који би био конкурент београдском листу "Политика", а који би подржавао рад режима. Новац за оснивање и почетни рад је узиман из диспозиционих фондова Министарства иностраних послова, а исплаћиван је преко Ескомптне банке. Да би „Време” било на нивоу „Политике” ангажован је за директора бивши сарадник тог листа Коста Луковић.
После завођења Шестојануарске диктатуре 1929., према којој Момчило Нинчић остаје у опозицији, лист прелази у руке нове групе тзв. "дворских" радикала. Богољуб Јевтић, Милан Сршкић, Нинко Перић и Ђурђе Јеленић су откупили власништво од Момчила Нинчића за 6.000.000 динара, фебруара 1931. године. Један од првих корака нових власника било је смењивање Косте Луковића са положаја дикретора листа.
После пада владе Богољуба Јевтића јуна 1935, лист "Време" почиње да подржава формирање нове странке Југословенске радикалне заједнице (ЈРЗ) од августа 1935. године. После разлаза ЈРЗ са Главним одбором Народне радикалне странке, децембра 1935 - јануара 1936, председник владе Милан Стојадиновић је преузео власништво над листом "Време" фебруара 1936. године. На аукцији одржаној 7. фебруара, за суму од 20.000.000 динара већински акционари су постали чланови породице, кумови и блиски пријатељи председника владе, иако Стојадиновић формално није откупио акције. За директора је постављен радикал и бивши уредник партијаског органа "Самоуправа" др Љуба Поповић, главни уредник је остао Гргур Костић. Посебан утицај је имао брат председника владе и народни посланик Драгомир Стојадиновић, који је постављен за директора листа децембра 1935, уместо Станислава Кракова.
Браћа Стојадиновић су се потрудили да подигну лист "Време" на европски ниво. Подигнута је зграда у Дечанској улици, у којој је смештена редакција и штампарија предузећа "Време А.Д.". Била је то најмодернија штампарија на Балкану, а опрема је набављена из САД и Немачке. Постојало је 18 телефонских линија, од којих је 12 било улазно-излазних а 6 само излазних. Сарадници листа су заузимали просторије у сутерену, приземљу и прва четири спрата. На првом спрату били су смештени дактилографи, стенографи и друго помоћно особље. Најважнији део редакције је био смештен на другом спрату, где се налазила и канцеларија Драгомира Стојадиновића. Новинари су били распоређени по рубрикама и смештени у осам канцеларија. Уредници су имали састанке са директором сваког дана у подне. Библиотека је била смештена у највећој просторији у згради, до канцеларије директора. Посебна пажња је почела да се посвећује фото служби, у којој су била стално запослена три фоторепортера, од којих је најпознатији био Светозар Грдијан.
У власништву Милана Стојадиновића лист је постао профашистички. После пада Стојадиновићева са власти фебруара 1939, влада Драгише Цветковића је увела комесаријатску управу у предузеће „Време А.Д.” 25. јула 1939, како би умањила ефекат опозиционог деловања бившег председник владе и стварног власника. Први комесар је био адвокат Ненад Ђорђевић, а потом је постављен новинар Данило Грегорић који на том положају остаје до пуча 27. марта 1941. године. У то време пресудну улогу на уређење листа имао је Ратомир Сотировић, такође сарадник „Политике”. Лист је обустављен почетком Другог светског рата, 6. априла 1941. године.

## Власници и издавачи за Штампарско-издавачко предузеће Време
- од бр. 1240 (1924) Ненад Ђорђевић
- од бр. 1319 (1925) Милутин Стевановић
- од бр. 5823 (1938) Душан Глишић
- од бр. 6529 (1940) Данило Грегорић

## Одговорни уредници
- од бр. 21 (1925) Сава Јовановић
- од бр. 1319 (1925) Бошко Богдановић
- од бр. 2642 (1929) Гргур Костић
- од бр. 2651 (1932) Ђорђе Пецарски
- од бр. 6489 (1940) Гргур Костић
- од бр. 6887 (1941) Дојчило Митровић
- од бр. 6895 (1941) Дојчило Митровић и Боривоје Глишић

## Додаци
- од бр. 1897 (1927) Недељни додатак "Женски свет";
- од бр. 3831 (1932) Дечје Време;
- од бр. 5809 (1938) Време - Недеља;
- од бр. 6347 (1939) Време од недеље до недеље;
- од бр. 6509 (1940) Време - Четвртак